# Kanton Annœullin
Kanton Annœullin (Frans: Canton d'Annœullin) is een kanton van het Franse Noorderdepartement. Het kanton maakt deel uit van het arrondissement Rijsel en bestaat uit 24 gemeenten. In 2015 is dit kanton nieuw gevormd uit de voormalige kantons Seclin-Sud (7 gemeenten), La Bassée (11 gemeenten), Lomme (2 gemeenten), Pont-à-Marcq (3 gemeenten) en de gemeente Wavrin van het kanton Haubourdin.

## Gemeenten
Het kanton Annœullin omvat de volgende gemeenten:
- Allennes-les-Marais
- Annœullin (hoofdplaats)
- Aubers
- La Bassée
- Bauvin
- Camphin-en-Carembault
- Carnin
- Don
- Fournes-en-Weppes
- Fromelles
- Hantay
- Herlies
- Illies
- Le Maisnil
- Marquillies
- Ostricourt
- Phalempin
- Provin
- Radinghem-en-Weppes
- Sainghin-en-Weppes
- Salomé
- Wahagnies
- Wavrin
- Wicres